# Бомбардувальник

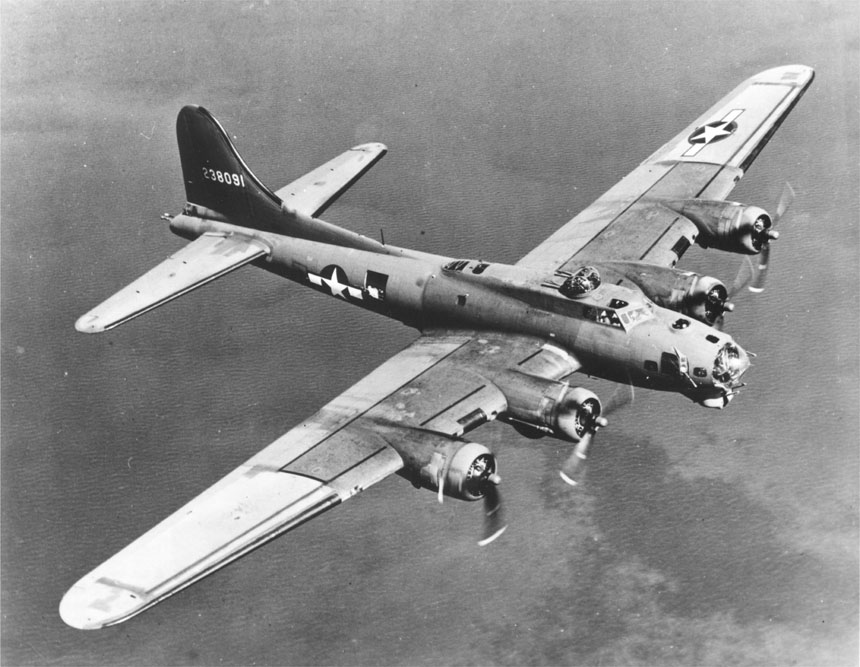
Бомбардувальник B-17 «Летюча фортеця» часів Другої світової війни

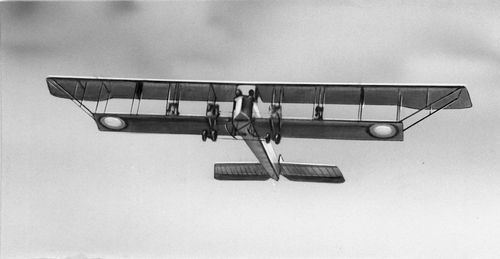
Перший важкий бомбардувальник «Ілля Муромець»

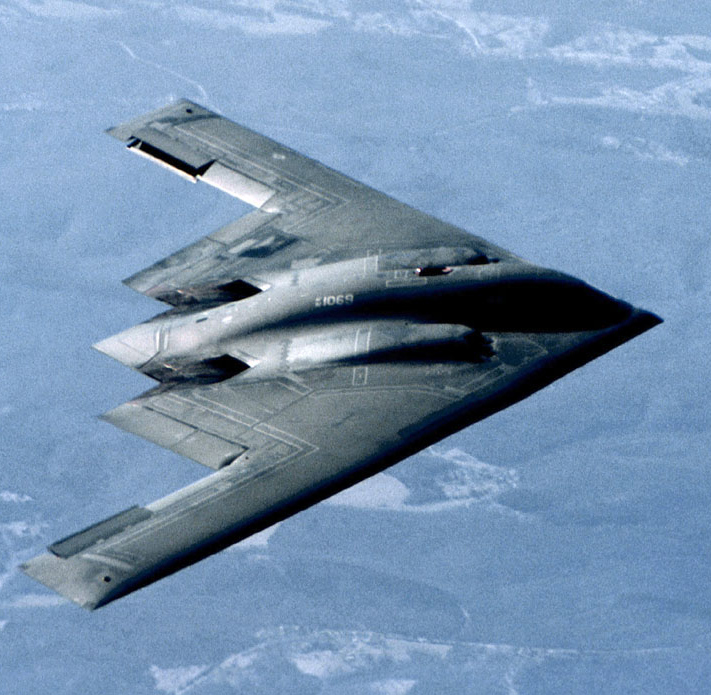
Стратегічний бомбардувальник США B-2 Spirit

Бомбардува́льник — військовий літак, призначений для ураження наземних (підземних) або надводних (підводних) об'єктів за допомогою бомбового або ракетного озброєння.
Бомбардувальник — бойовий літак, призначений для ураження наземних і морських об'єктів як на полі бою, так і в тилу ворога. Бомбардувальники бувають легкі, середні та важкі. На сучасних бомбардувальниках встановлюється 2—8 турбогвинтових або турбореактивних двигунів. Реактивні бомбардувальники розвивають швидкість, що наближається до звукової і навіть надзвукової. Важкі й середні бомбардувальники мають потужне бомбардувальне і оборонне стрілецько-артилерійське озброєння. Найпоширеніша схема важкого бомбардувальника — суцільнометалевий вільнонесучий моноплан з високо розташованим стрілоподібним крилом і одним кілем. Важкі бомбардувальники мають бомбове навантаження 34—38 т, середні — до 10 т. Дальність польоту бомбардувальників — від 7 до 16 тис. км, стеля — до 20 тис. м. Екіпаж бомбардувальника — 3—8 чол. Сучасні бомбардувальники можуть робити польоти на повний радіус дії в складних метеорологічних умовах і вночі; уражати об'єкти поза їхньою візуальною видимістю. Для цього вони обладнуються радіотехнічними, астрономічними та іншими навігаційними системами, оптичними, радіолокаційними прицілами, лічильно-обчислювальними приладами тощо[джерело?].

## Історія розвитку

### Поява бомбардувальника

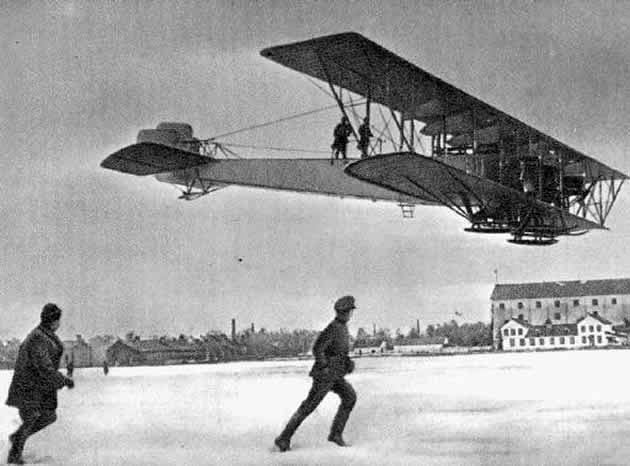
«Ілля Муромець» на злеті

Перші спроби вживання аеропланів проти наземних цілей були зроблені до Першої світової війни. Спочатку замість бомб використовувалися металеві дротики розміром трохи більше олівця. Їх скидали з літака на піхоту і кавалерію противника. Стріла вагою 30 г пробивала 150 мм дерев'яний брусок.
Творцем авіаційної бомби можна назвати італійського лейтенанта К. Ципеллі, який провів багато експериментів з прообразами авіаційних бомб. Головним завданням було створити детонатор, який би спрацьовував в найвідповідніший момент. Досліди з гранатами, оснащеними детонаторами різних типів, коштували життя самому винахідникові. Проте вже 1 листопада 1911 роки в час італо-турецької війни в Триполі лейтенант Гавотті скинув 4 гранати вагою по 4,4 фунта (1,8 кг) на турецькі війська. Надалі італійці стали використовувати 10-кг бомби, споряджені готовими вражаючими елементами — кульками від картечі.
До початку світової війни в конкурсах аеропланів з'явилися «бомбардувальні» вимоги до прообразів бойових літаків. Зокрема на конкурсі 1912 р. в Росії регламентувалося, щоб аероплан надавав «найбільші зручності для поводження з вогнепальною зброєю і кидання бомб».

### Перша світова війна

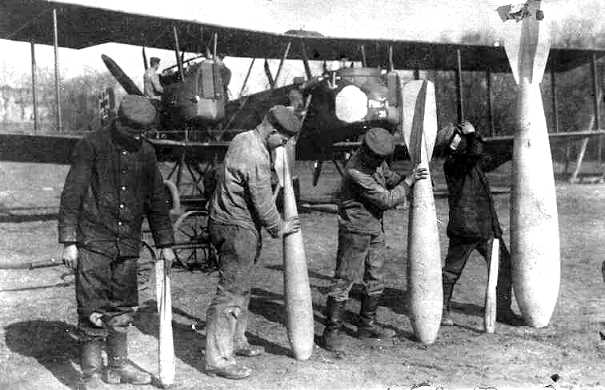
Важкий бомбардувальник Gotha GV з використовуваними бомбами, 1917

На початку війни бомбардування з аеропланів було швидше мірою залякування. Роль бомбардувальників виконували легкі розвідувальні літаки, пілоти яких брали з собою декілька невеликих бомб. Скидали їх уручну, цілячись на око. Так, при нальоті на Париж 9 серпня 1914 р. загинули лише 3 людини. Такі нальоти носили випадковий характер і не узгоджувалися з діями наземних військ.
На відміну від аеропланів дирижаблі на початку світової війни вже були грізною силою. Найпотужнішою повітроплавною державою була Німеччина, що володіла 18 дирижаблями. Німецькі апарати могли здолати відстань в 2-4 тис. км із швидкістю 80-90 км/г і скинути на ціль декілька тонн бомб. Наприклад, 14 серпня 1914 в результаті нальоту одного німецького дирижабля на Антверпен було повністю зруйновано 60 будинків, ще 900 пошкоджено. Проте вже до вересня 1914 року, втративши 4 апарати, німецькі дирижаблі перейшли лише на нічні операції. Величезні і неповороткі вони були абсолютно беззахисні зверху, до того ж були наповнені украй небезпечним воднем Очевидно, що на зміну дирижаблям неминуче повинні були прийти дешевші, маневреніші і стійкіші до бойових пошкоджень апарати.
21 листопада 1914 р. чотири легкі розвідники ВПС Великої Британії Avro 504 завдали удару по базі дирижаблів Фрідріхсхавен, був втрачений один літак. У Великій Британії вважають цей наліт першим вживанням стратегічної авіації.
Першим спеціалізованим бомбардувальником став «Ілля Муромець», чотиримоторний апарат, створений Сікорським в 1913 році в Росії. В кінці 1914 року всі «Муромці» були оснащені бомбардувальним озброєнням і звели в один підрозділ — «Ескадру повітряних кораблів», яке стало першим у світі з'єднанням важких бомбардувальників. Бомби розміщувалися як усередині літака (вертикально уздовж бортів), так і на зовнішній підвісці. Також літак оснастили оборонною стрілецькою зброєю. До 1916 року бомбове навантаження літака зросло до 800 кг, а для скидання бомб був сконструйований електрозкидач. У 1917 році «Ілля Муромець» був оснащений 8 кулеметами і малокаліберною гарматою, мав бронювання і протектировані баки.

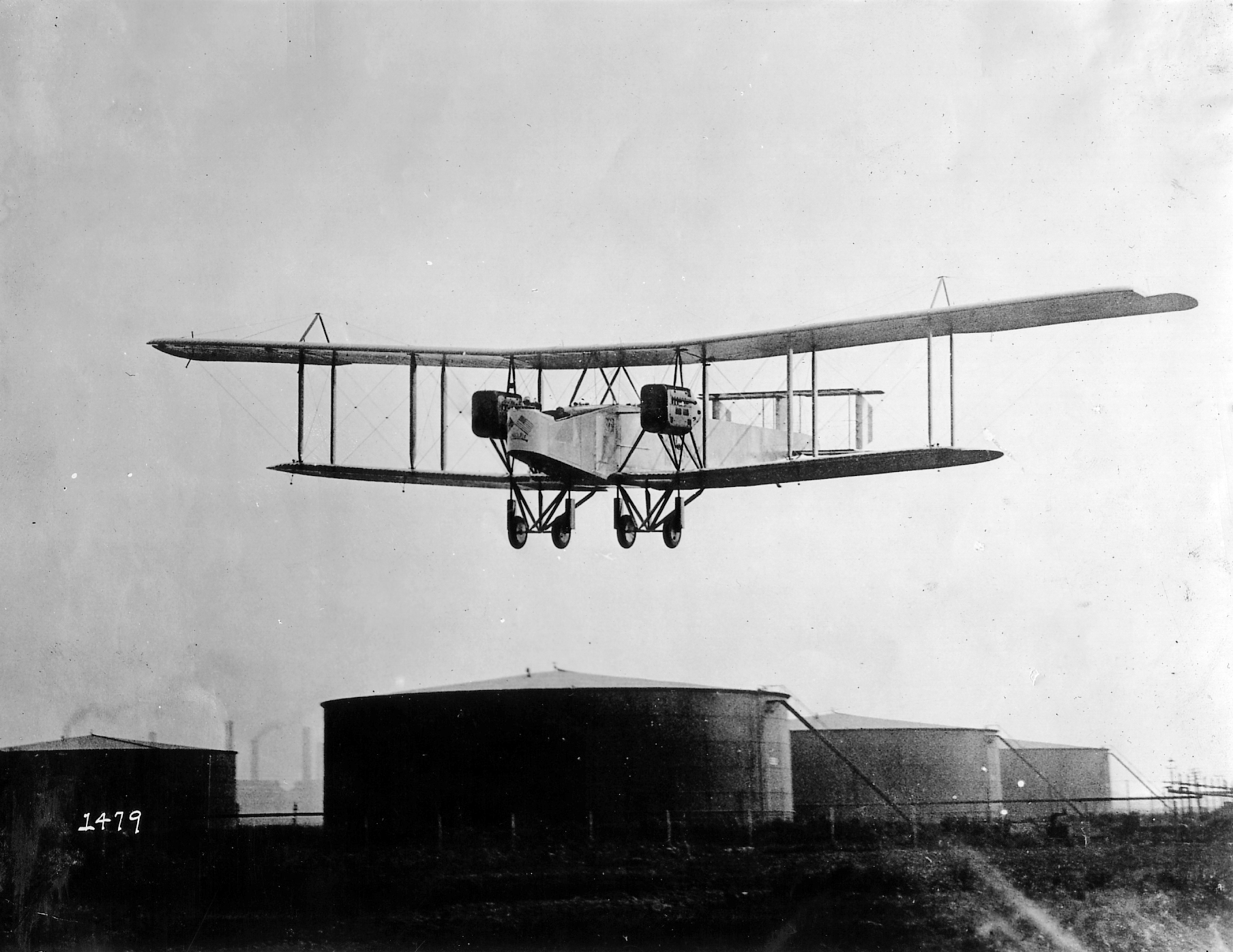
«Хендлі-Пейдж» 0/400 у польоті

Перші багатомоторні бомбардувальники з'явилися на Заході лише в 1916 році. Всі вони в тій або іншій мірі були схожі на «Муромця». Першими німецькими бомбардувальниками стали літаки фірми Гота G-III, G-IV з вантажопідйомністю не більше 300 кг бомб. Проте вже наступний літак цієї фірми G-V брав на борт 1000 кг бомб. Зайнялася розробкою бомбардувальників і фірма Цеппелін, яка створила в 1917 році Цеппелін-штаакен R-VI з вантажопідйомністю 1800 кг бомб. Вони дозволили використовувати важкі бомби великої руйнівної сили. Так 8 березня 1918 року на Лондон була скинута 1000 кг фугасна бомба. До кінця війни було виготовлено 17 таких літаків. У Великій Британії бомбардувальники з'явилися лише в 1917 році, коли фірма «Хендлі-пейдж» випустила двомоторний літак 0/400. З квітня 1917 року ці машини брали участь в нальотах на Німеччину. Слід також згадати вдалий британський бомбардувальник Віккерс «Вімі», перший політ якого відбувся в листопаді 1917 року.
Перший бомбардувальник за океаном був побудований основоположником американського авіабудування Гленом Мартіном. Літак Мартін MB-1 вперше піднявся в повітря 17 серпня 1918 року.

### Міжвоєнний період
Після війни розвиток типу військової техніки — бомбардувальника і в цілому бомбардувальній авіації сповільнилося: у Росії сталася революція і почалася громадянська війна, Німеччині було заборонено розвивати військову авіацію, а Британія з Францією займалися післявоєнним відновленням економіки. Проте бомбардувальники продовжували розвиватися. Основними їх цінностями вважалися вантажопідйомність і дальність польоту. Швидкості не надавалося значення: від винищувачів багатомоторні літаки повинні були бути захищеними численними кулеметними установками.
Розвивалася і теорія використання бомбардувальника. У 1920-і роки італійський генерал Джуліо Дуе опублікував ряд статей про провідну роль авіації, яка буде здатна вирішити результат війни ударами по державних і економічних центрах.

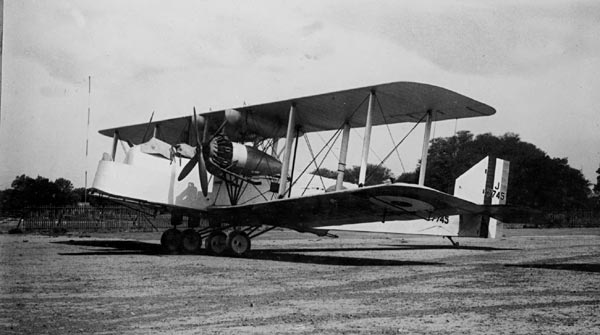
«Хайнайді» — представник першого післявоєнного покоління бомбардувальників (1923 р.)

До середини 20-х років у бомбардувальній авіації панувала біпланова схема. По суті перші післявоєнні бомбардувальники мало відрізнялися від «Іллі Муромця»: та ж біпланова коробка з дерев'яних крил, неприбиране шасі, відкриті кулеметні установки. Такими були французькі LeO-20, англійські «Вірджинія» і «Хейфорд» і багато інших літаків. Проте в 1925 році зробив перший політ ТБ-1 (АНТ-4) — перший суцільнометалевий бомбардувальник з вільнонесучим монопланним крилом. Він став класичною конструкцією, яка змінила не лише російське, але і світове важке літакобудування. З ТБ-1 пов'язано багато цікавих експериментів: у 1933 році відбулися дослідні старти з пороховими прискорювачами, в 1933–1935 роках проводилися досліди з дозаправлення в повітрі, також ТБ-1 використовувався в складеній ланці: до бомбардувальника підвішувалися два винищувачі.

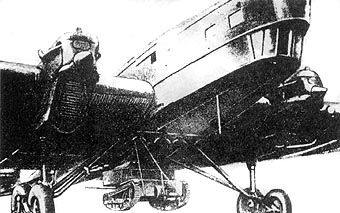
ТБ-3 з підвішеною танкеткою Т-27. Добре видно гофрована обшивка крила

22 грудня 1930 року в повітря піднявся інший видатний літак ТБ-3, на якому було встановлено декілька світових рекордів. Він був першим у світі чотиримоторним бомбардувальником-монопланом. ТБ-3 випускався з 1932 по 1937 рік, брав участь в боях на Халхин-Голі в 1939, Радянсько-фінської війні і початковому періоді Німецько-радянської війни. Впродовж всієї війни літак використовувався як військово-транспортний.
Гігантські літаки початкових років були покриті гофрованою обшивкою, що додавала величезним крилам необхідну міцність. Проте гофр не дозволяв машинам розвивати швидкості понад 200 км/г: швиткість обмежував дуже великий опір повітря, який зростав тим більше, чим вище ставала швидкість польоту. До того ж вони мали шасі, що не прибираються, і відкриті кабіни льотчиків і стрільців, що також знижувало швидкість польоту. Швидкий розвиток зенітної артилерії і винищувальної авіації змусив переглянути погляди на бомбардувальну авіацію.

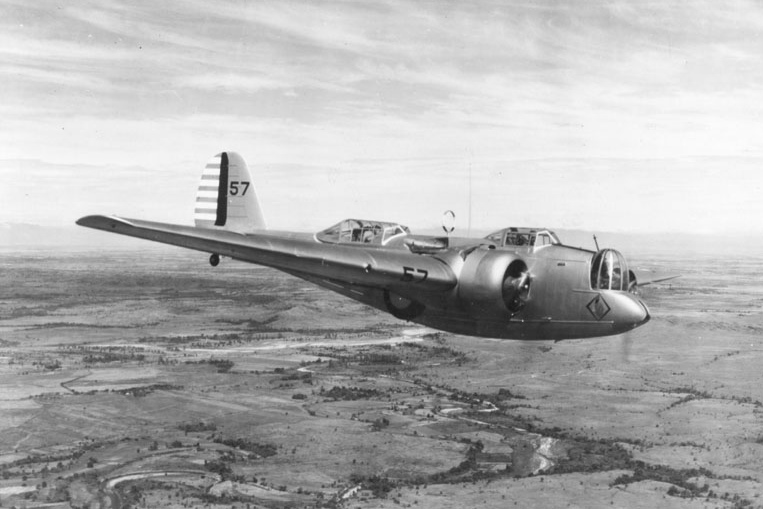
Мартин B-10.

Першим бомбардувальником із закритими кабінами льотчиків і стрільця, внутрішнім розміщенням бомб, шасі, що прибиралося, і рівною обшивкою став створений в 1933 році американський двомоторний літак Мартін B-10. З середини 30-х двомоторні бомбардувальники нового покоління стали будуватися у всіх країнах-виробниках авіаційної техніки. Серед всього різноманіття двомоторних бомбардувальників можна виділити двоє основних типів: «далекий» — більш вантажопідйомний і «швидкісний» — перевершуючий перший в швидкості, але поступаючий у вантажопідйомності і дальності. Типовим «далеким» бомбардувальником був побудований в 1936 році радянський ДБ-3 (Іл-4). Представниками «швидкісних» бомбардувальників були радянський СБ (1934 р.) і англійський «Бленхейм» (1935 р.), які перевершували у швидкості багато винищувачів, випущених в тих же роках.
В умовах обмежень Версальського мирного договору 1919 німецькі авіаконструктори будували пасажирські літаки з врахуванням їх подальшій трансформації в бойові. Такими бомбардувальниками були Ju-86 і He-111, що став основним бомбардувальником Люфтваффе.

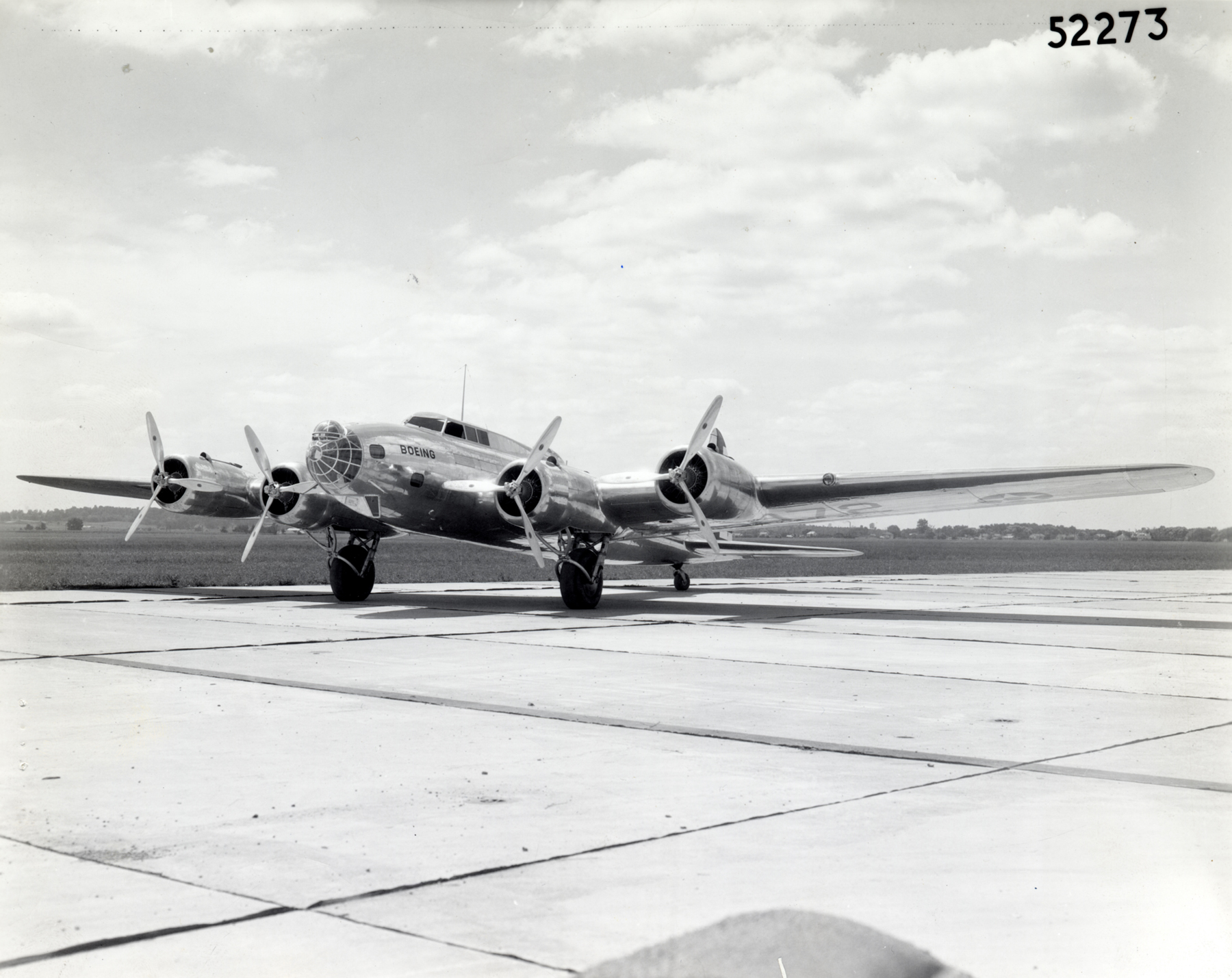
Прототип бомбардувальника B-17

Прогрес в авіабудуванні дозволив будувати важкі чотиримоторні літаки, що не поступались у швидкості «швидкісним» двомоторним бомбардувальникам. Це досягалося за рахунок установки потужних і легких двигунів з наддувом; впровадження гвинтів змінного кроку; збільшення навантаження на крило завдяки використанню посадочної механізації крила; зменшення коефіцієнта лобового опору і поліпшення аеродинамічної якості літака завдяки використанню гладкої обшивки, плавних обводів фюзеляжу і «тонкому» крилу. Першим важким бомбардувальником нового покоління став чотиримоторний Boeing B-17 Flying Fortress. Дослідний літак піднявся в повітря 28 липня 1935 р.
27 грудня 1936 р. почалися випробування радянського чотиримоторного бомбардувальника ТБ-7 (АНТ-42 або Пе-8). Спочатку в завданні на новий радянський важкий бомбардувальник була вказана швидкість 250 км/год і бомбове навантаження 10 тонн. Через три роки необхідну швидкість збільшили до 400 км/год, а бомбове навантаження скоротили до 2 тонн, при цьому стеля нової машини мала бути 12 000 м. Проте для досягнення заданої стелі конструкторам довелося розмістити у фюзеляжі літака п'ятий двигун, який приводив у дію потужний компресор для постачання основних двигунів повітрям.
У 1939 р. чотиримоторні бомбардувальники нового покоління з'явилися в Італії — «Пядж рембо» і Великій Британії — «Галіфакс» і «Стірлінг».
Одночасно з удосконаленням «класичного» бомбардувальника в 1930-і роки з'явився новий тип літака — «пікіруючий бомбардувальник». Найвідомішим пікіруючим бомбардувальником є німецький Ju-87.

### Друга світова війна
Всього в боях брало участь близько 100 різних типів бомбардувальників. Найбільша різноманітність типів була в класі двомоторних бомбардувальників. Вони умовно ділилися на «фронтові» і «дальні». Перші завдавали ударів на глибину 300—400 км від лінії фронту і по передньому краю оборони противника, другі здійснювали рейди в тил ворога. Серед «фронтових» бомбардувальників можна виділити радянський Пе-2, англійський «Москіто», американські A-20, B-26, A-26. До «дальніх» відноситься радянський Іл-4, англійський «Веллінгтон», американський B-25, німецькі He-111, Ju-88.
У бойових діях для підтримки сухопутних військ використовували і одномоторні бомбардувальники: «Баттл», Су-2, Ju-87 і так далі. Як показала практика, вони ефективно діяли лише в умовах панування в повітрі своєї авіації, а також при ударах по слабозахищених зенітною артилерією об'єктах. В результаті до кінця війни виробництво легких одномоторних бомбардувальників було в цілому припинене.
На відміну від Німеччини і СРСР, де в першу чергу розвивалася фронтова авіації, в США і Великій Британії велика увага приділялася розвитку важких чотиримоторних бомбардувальників, здатних масованими ударами зруйнувати економічні центри противника і дезорганізовувати його промисловість. З початком війни у Великій Британії приймається на озброєння Авро «Ланкастер», що став основним важким літаком Бомбардувального командування RAF.

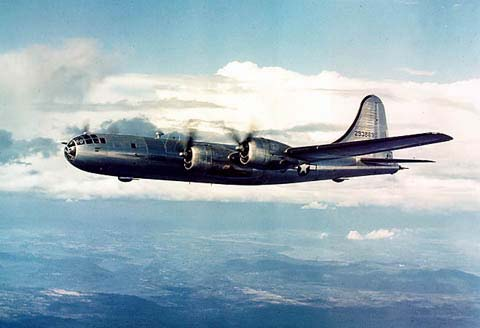
B-29 «Суперфортресс»

Основу американської важкої бомбардувальної авіації складали B-17 — надшвидкісний і висотний бомбардувальник у світі на початок війни і B-24. Попри те, що він поступався B-17 в швидкості і стелі, технологічність конструкції B-24 дозволяла налагодити виробництво окремих вузлів літака на заводах неавіаційного профілю.
Вершиною в розвитку важких поршневих бомбардувальників став Boeing B-29 Superfortress, створений в 1942 році під керівництвом конструктора А. Джорданова. Потужні двигуни і досконала аеродинаміка забезпечували літаку швидкість до 575 км/год, стелю 9700 м і дальність 5000 км з 4000 кг бомб. Він став першим носієм ядерної зброї: 6 серпня 1945 року бомбардувальник з власним ім'ям «Енола Гей» скинув атомну бомбу на місто Хіросіма, 9 серпня ядерному бомбардуванню піддалося місто Нагасакі.
З 1944 року в бойових діях брала участь реактивна бомбардувальна авіація. Першим реактивним винищувачем-бомбардувальником став Me-262A2 — бомбардувальна модифікація першого реактивного винищувача, створеного в 1942 році в Німеччині. Me-262A2 ніс дві 500 кг бомби на зовнішній підвісці. Перший реактивний бомбардувальник Arado Ar 234 Blitz також був побудований в Німеччині. Його швидкість становила 742 км/г, радіус дії 800 км, стеля 10000 м. Ar-234 міг використовувати бомби масою до 1400 кг.
Першими носіями керованої зброї стали німецькі бомбардувальники Do-217K, що знищили в 1943 році керованими планеруючими бомбами італійський лінкор «Рома». Застарілий до кінця війни бомбардувальник He-111 став першим стратегічним ракетоносцем: з нього здійснювалися запуски крилатих ракет «Фау-1» по цілях на Британських островах.

## «Холодна війна»

### Перші реактивні, міжконтинентальні, надзвукові

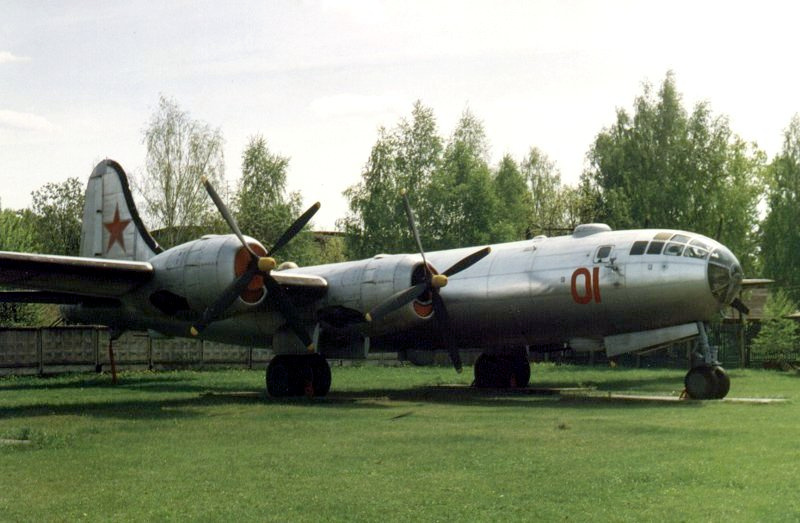
Ту-4 у Моніно

На початку «Холодної війни» бомбардувальники виявилися єдиними носіями ядерної зброї, що викликало бурхливий розвиток важкої бомбардувальної авіації і масову появу нових проєктів бомбардувальників. Але внаслідок складності й дорожнечі розробки важких літаків представники першого покоління стратегічних бомбардувальників випускалися лише в трьох країнах: США, СРСР і Великій Британії. Серед цих країн найбільше відставання було в СРСР, який не зважаючи на формування частин авіації далекої дії, фактично стратегічною авіацією не володів. Під час Німецько-радянської війни всі сили конструкторів були кинуті на удосконалення існуючих зразків техніки, а дослідними і експериментальними розробками практично ніхто не займався; особливо серйозним було відставання в розробці устаткування. В результаті СРСР почав відновлювати свою стратегічну авіацію з копіювання найкращого на той момент бомбардувальника B-29. Його радянська копія, Ту-4, зробила перший політ в 1947 році.
У зв'язку із збільшенням дальності польоту трохи змінилася класифікація бомбардувальників: стратегічними стали називати машини що володіли міжконтинентальною дальністю порядка 10-15 тис. км, бомбардувальники з дальністю до 10000 км стали далекими, інколи їх називають середніми, а машини які діють в тактичному тилу противника і в прифронтовій смузі стали називатися фронтовими. Втім країни які не володіли бомбардувальниками з міжконтинентальною дальністю продовжували називати свої далекі бомбардувальники стратегічними, наприклад, китайський бомбардувальник H-6; також на класифікацію бомбардувальників серйозний вплив робили погляди керівництва на їх використання і будівництво, наприклад, фронтовий бомбардувальник F-111 отримав «винищувальне» найменування.

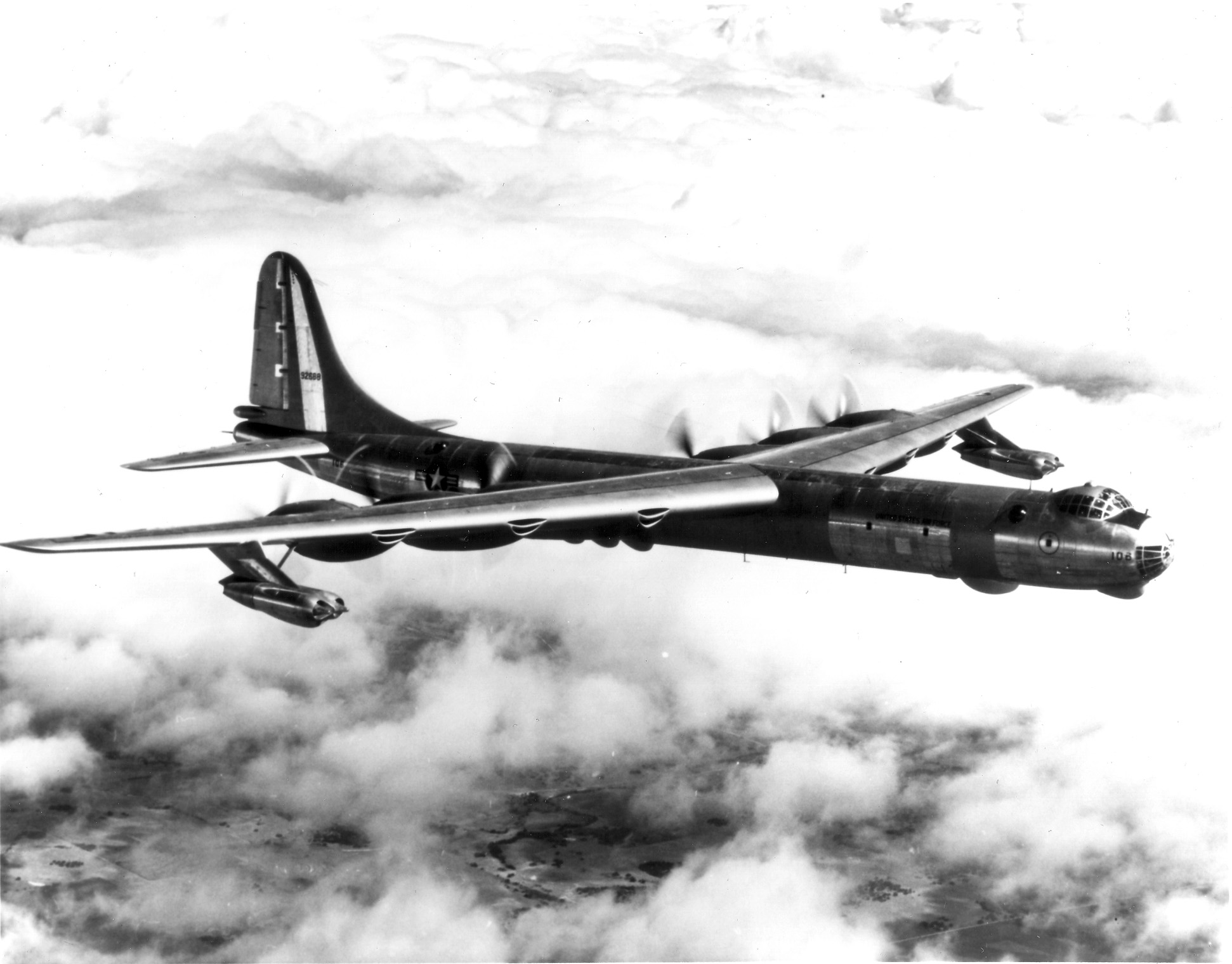
Перший міжконтинентальний стратегічний бомбардувальник Convair B-36

Першим бомбардувальником з міжконтинентальною дальністю став побудований в 1946 році в США B-36 «Пісмейкер», такий, що одночасно став і останнім стратегічним бомбардувальником з поршневими двигунами. Він мав незвичайний зовнішній вигляд через комбіновану силову установку: 6 поршневих двигунів з штовхаючими гвинтами і 4 реактивних двигуни, встановлені попарно під крилом. Але навіть із реактивними двигунами поршнева машина не могла розвинути швидкість понад 680 км/год, що робило її дуже уразливою у зв'язку з прийняттям на озброєння швидкісних реактивних винищувачів. За мірками сучасної авіації, B-36 прослужив не довго, останній бомбардувальник знятий з озброєння в 1959 році. Машини цього типу широко використовувалися як летючі лабораторії.
У 50-х роках авіаконструктори створили машини що визначили обличчя важкого авіабудування на багато років. Першим в цьому ряду варто згадати B-47 що став першим реактивним далеким бомбардувальником. Передсерійний літак цього типа зробив перший політ 25 липня 1950 року. На цій машині авіаконструктори вперше використовували «чисте» і гнучке крило великою стрілоподібності, велосипедне шасі і розміщені на пилонах під крилом двигуни. Надалі така схема розміщення двигунів стала основною для важких пасажирських літаків. На відміну від своїх американських колег авіаконструктори Тупольова використовували для нового далекого реактивного бомбардувальника Ту-16 крило з жорстким кесоном, яке мало більшу живучість, чим гнучке крило американських літаків; а також класичну схему розміщення шасі. Перший політ Ту-16 зробив 27 квітня 1952 року. На базі цього літака був створений флагман радянської пасажирської реактивної авіації Ту-104. Копія Ту-16 під позначенням H-6 досі перебуває на озброєнні китайської армії.
Але ні Ту-16, ні B-47 не володіли міжконтинентальною дальністю польоту, тому першим радянським міжконтинентальним бомбардувальником з реактивною силовою установкою можна назвати 3М, що зробив перший політ 20 січня 1953 року. При його створенні авіаконструктор Мясищев використовував багато елементів, які раніше в радянському авіабудуванні не застосовувалися, наприклад, гнучке крило великого подовження і велосипедне шасі. Одночасно з 3М фірма Тупольова розробила бомбардувальник Ту-95, що зробив перший політ 12 листопада 1952 року і що досі залишається на озброєнні в Росії. Внаслідок прагнення Тупольова використовувати при розробці важких літаків лише перевірені рішення Ту-95 отримав перевірене на Ту-16 «класичне» шасі, «жорстке» крило і для досягнення міжконтинентальної дальності 4 турбгвинтових двигуни, оскільки турбореактивні двигуни на той момент були недостатньо економічні. В результаті Ту-95 перевершив 3М за дальністю, але поступився в максимальній швидкості.

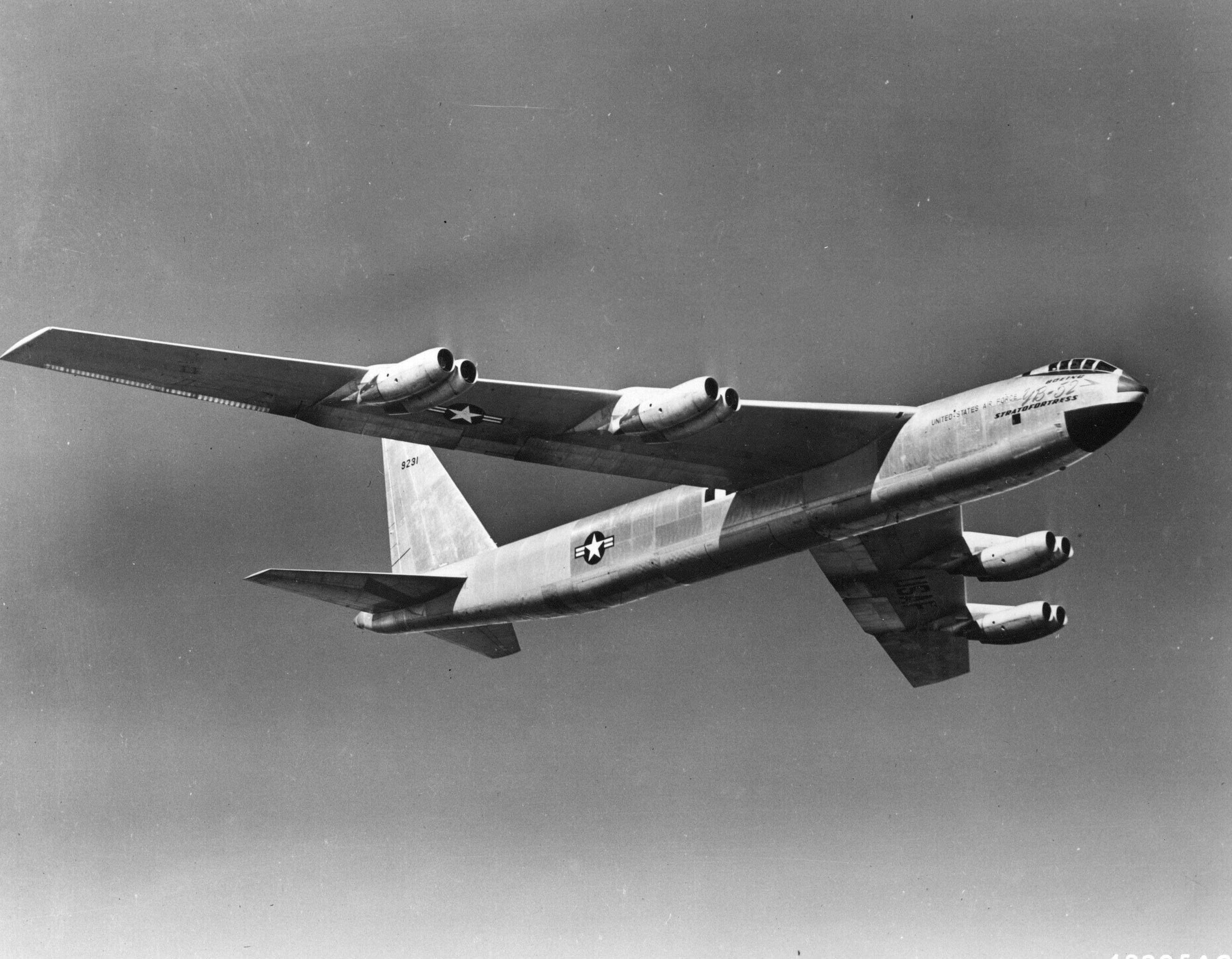
Прототип B-52

Прототип першого американського міжконтинентального бомбардувальника, YB-52, зробив перший політ 15 квітня 1952 року. При створенні цього літака фірма Boeing використовувала вже випробувані на B-47 рішення: гнучке крило, двигуни на подкрилових пилонах і велосипедне шасі. Дозвуковий бомбардувальник B-52 на довгі роки став основним літаком Стратегічного авіаційного командування США, проте під час розробки вважався «етапним» літаком, оскільки вважався дуже уразливим для надзвукових винищувачів внаслідок своєї відносно низької швидкості. Для підвищення бойової стійкості бомбардувальної авіації американське керівництво ухвалило рішення перейти до надзвукових машин. 11 листопада 1956 р. зробив перший політ прототип бомбардувальника B-58, що став першим надзвуковим далеким бомбардувальником. На цьому літаку авіаконструктори використовували деякі «винищувальні» елементи, так «жорстке» трикутне в плані крило було пропорційно збільшеною копією крила перехоплювача F-102; для управління використовувалася незвична для важких літаків «винищувальна» ручка. Швидкість літака склала 2100 км/г, а дальність 7000 км, що було недостатньо для міжконтинентального бомбардувальника, тому з середини 50-х років в США розроблявся амбіційний проєкт міжконтинентального надзвукового бомбардувальника B-70 «Валькірія».

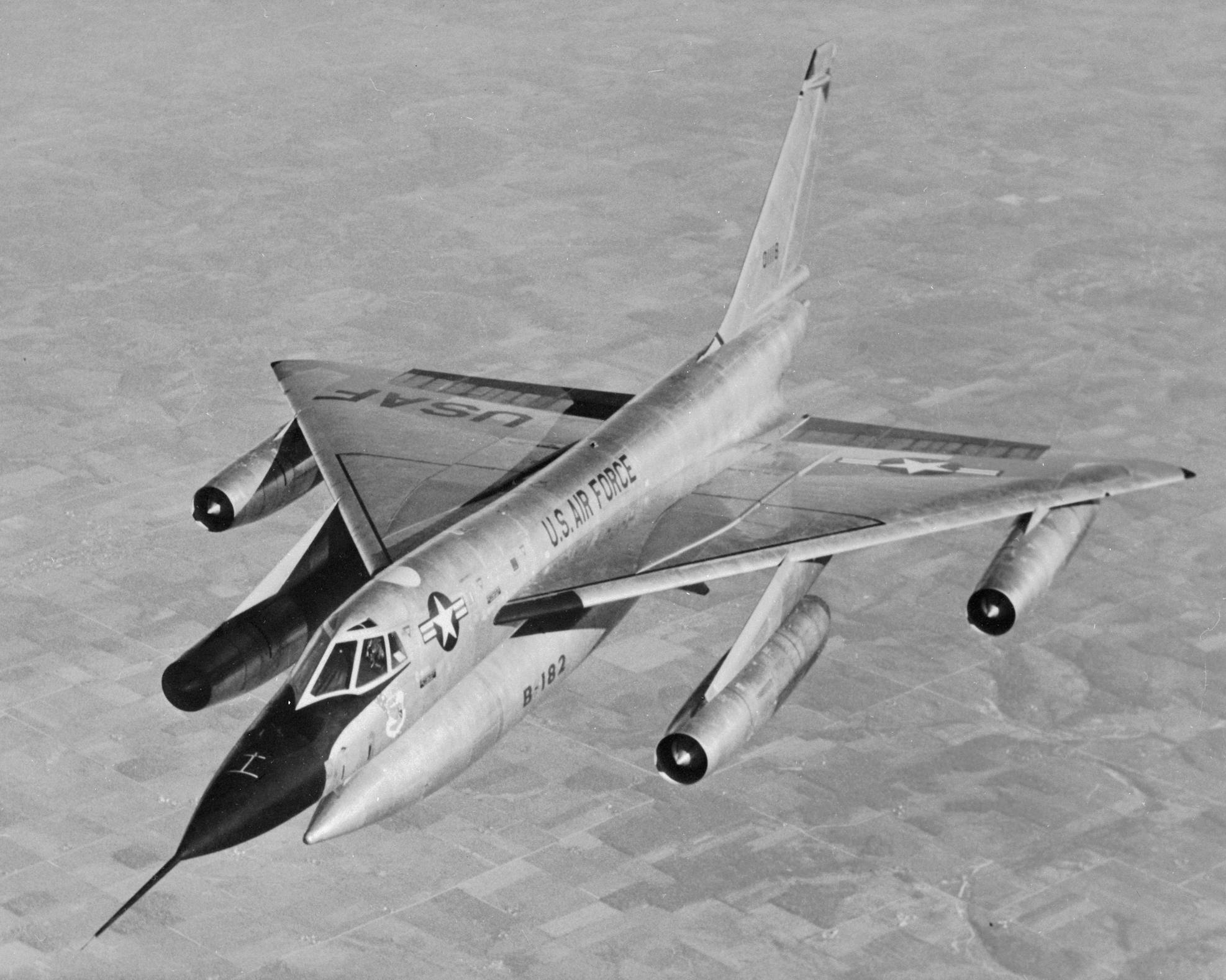
Перший надзвуковий бомбардувальник B-58

Він повинен був повністю змінити дозвукові бомбардувальники B-52 в Стратегічному авіаційному командуванні. Проте ефектна демонстрація можливостей радянських ЗРК з боротьби з висотними швидкісними цілями в травні 1960 року підтвердили побоювання керівництва США в уразливості як дозвукових, так і перспективних надзвукових бомбардувальників. В результаті програма створення бомбардувальника B-70 як системи зброї була закрита. На початку 60-х розробки намагалися відновити, але успішні випробування міжконтинентальних балістичних ракет США і дорожнеча літака остаточно поховали проєкт.
У Радянському Союзі після приходу до влади Микити Хрущова, віруючого у всемогутність ракетної зброї, роботи над міжконтинентальними бомбардувальниками були зупинені.

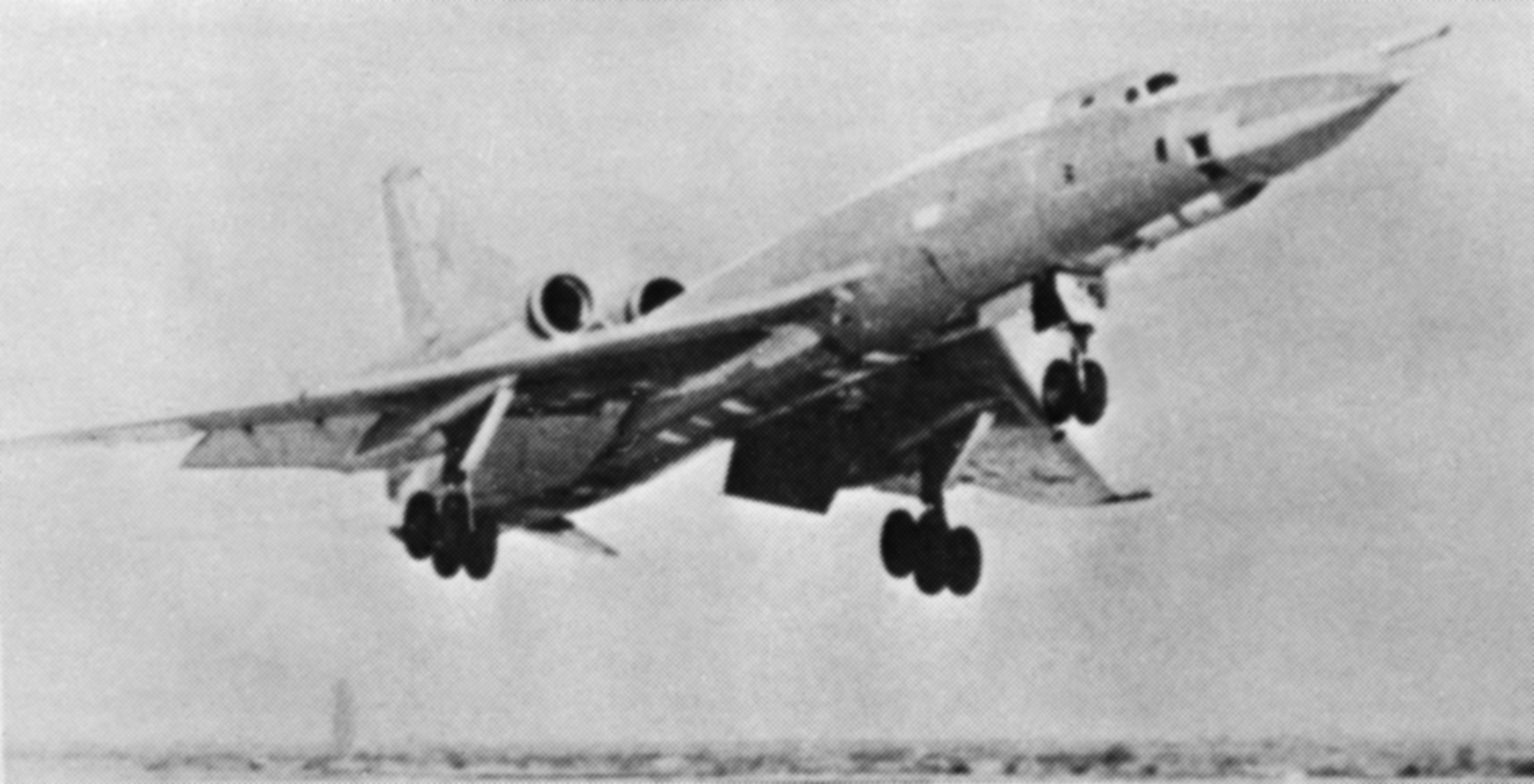
Ту-22 заходить на посадку

Але через відсутність в СРСР авіаносців перед авіацією стояло завдання пошуку і знищення авіаносних ударних угрупувань ВМС США, для вирішення якої створювалися середні бомбардувальники-ракетоносці. 7 вересня 1959 року зробив перший політ прототип радянського надзвукового далекого бомбардувальника Ту-22. Він мав запропоновану Тупольовим оригінальну компоновку що ніде більше не застосовувалася. Літак ніс «чисте» надзвукове крило і двигуни, розміщені з боків вертикального оперення. Подальшим розвитком концепції «протиавіаносного» літака став надзвуковий літак ДКБ Сухого Т-4. Частково це була радянська відповідь на «Валькірію», але на відмінок від останньої Т-4 не мав міжконтинентальної дальності. Переважно внаслідок «політичних» проблем в середині 70-х програма Т-4 була закрита.

### Маловисотні надзвукові бомбардувальники

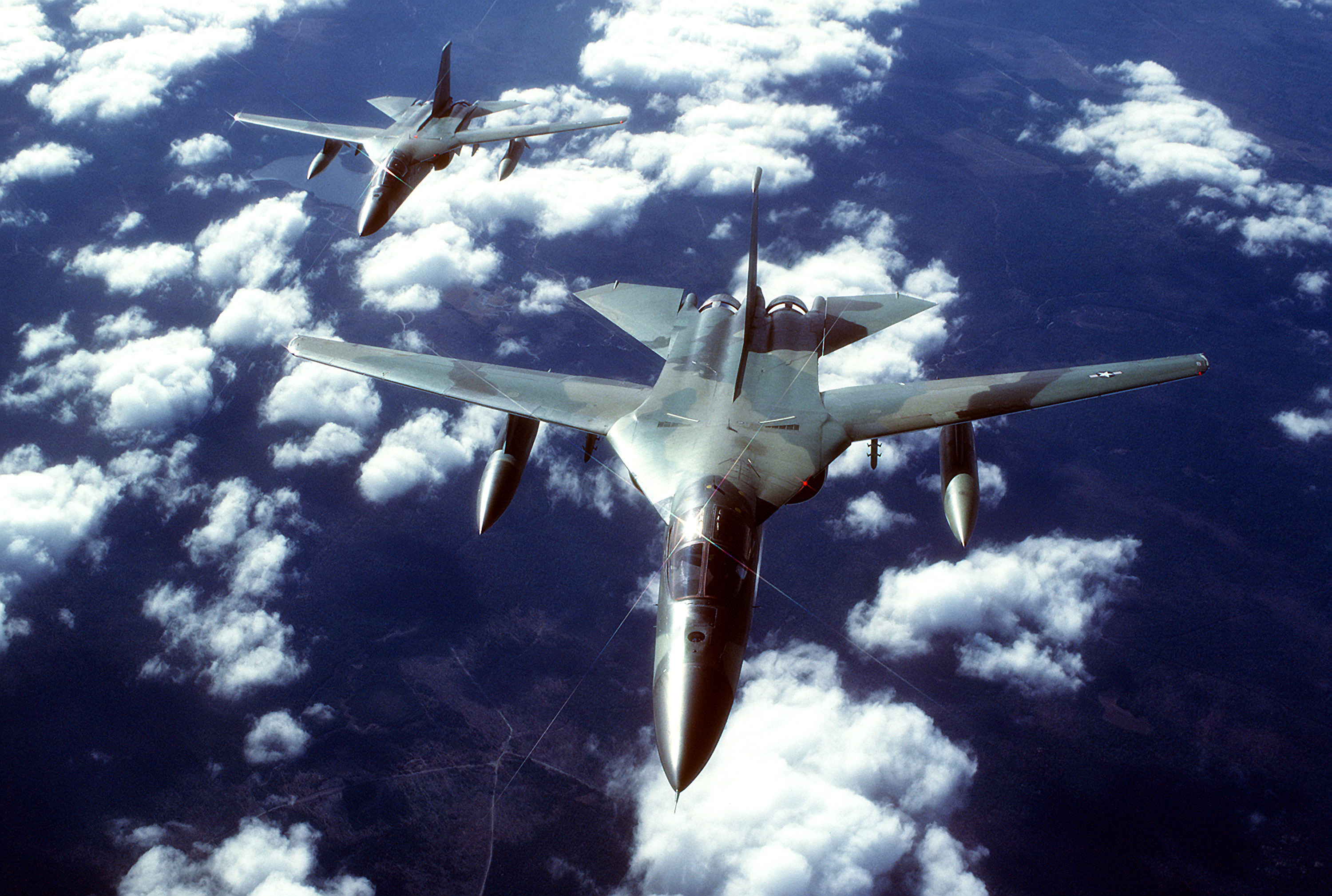
Пара FB-111

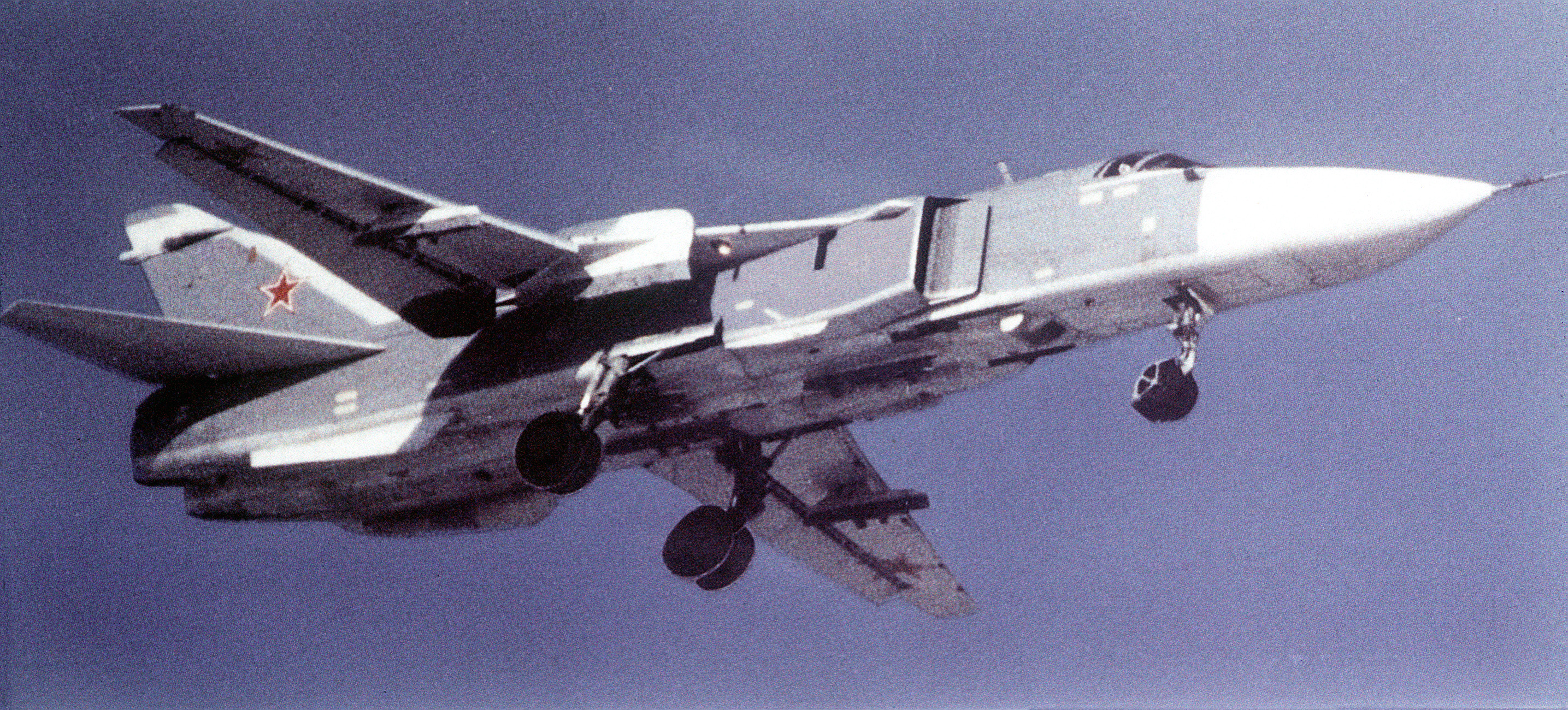
Су-24 з випущеними шасі.

На початку 60х років керівництво США дійшло висновку, що внаслідок підвищення ефективності радянської ППО, особливо з прийняттям на озброєння висотного комплексу С-75, стратегічні бомбардувальники, що летять на великій висоті, не зможуть прорватися до своїх цілей. З метою збільшення ймовірності прориву треба було скоротити до мінімуму дальність виявлення бомбардувальників. Для вирішення цього завдання пропонувалося понизити висоту прориву ППО противника з десятків тисяч до сотень метрів. Всі бомбардувальники, що стояли в той момент на озброєнні САК США були піддані спробам модернізації з метою додати їм можливість маловисотного польоту, але не зважаючи на витрати ні B-52, ні B-58 не стали повноцінними маловисотними машинами. Як тимчасова міра на озброєння САК був прийнятий бомбардувальник FB-111 — модифікація тактичного ударного літака F-111, що зробив перший політ 21 грудня 1964. Останній спочатку розроблявся як багатоцільовий винищувач ВПС і ВМС США, проте через надмірну масу від палубного варіанту відмовились, а сухопутний, не зважаючи на позначення, був орієнтований на виконання ударних завдань. До кінця 50-х внаслідок оптимізації аеродинаміки літаків для збільшених швидкостей польоту різко погіршали їх злітно-посадочні характеристики. Якщо для стратегічних бомбардувальників, що діють з добрих і підготовлених ЗПП, це було не дуже актуально, то для фронтових літаків перетворилося на серйозну проблему. У завданні на розробку F-111 потрібно було забезпечити йому хороші ЗПХ, а також можливість подолання ППО противника на малій висоті. Для вирішення цих завдань американські конструктори вперше у світі застосували крило змінної стрілоподібності. FB-111 відрізнявся від початкового варіанту подовженим фюзеляжем і збільшеною площею крила. Але в 1969 р. керівництво США ухвалило рішення будувати новий повноцінний стратегічний бомбардувальник, оскільки дальність FB-111 становила лише 7000 км.
Радянський аналог F-111 — фронтовий бомбардувальник Су-24 зробив перший політ 17 січня 1970 р. Внаслідок схожих вимог літаки мають однакову компоновку, проте на Су-24 основна силова балка, до якої кріпляться поворотні консолі крила, була виготовлена з титану, що значно поліпшило характеристики міцності літака. До того ж Су-24 оптимізований для маловисотного польоту, тому на відміну від F-111 не має регульованих повітрозабірників і внутрішнього бомбовідсіку. В результаті Су-24 поступається F-111 в швидкості на великій висоті, але має простішу конструкцію і здатний летіти на малій висоті з більшою швидкістю завдяки великим можливим перевантаженням.
На відміну від США радянське керівництво не стало знижувати висотність бомбардувальників, що стояли на озброєнні, а зосередило зусилля на розробці нових багаторежимних літаків. 30 серпня 1969 р. зробив перший політ радянський багаторежимний далекий бомбардувальник з крилом змінної стрілоподібності Ту-22М. Спочатку цей літак розроблявся ОКБ Тупольова в ініціативному порядку як глибока модернізація в цілому невдалого літака Ту-22, але в результаті новий літак практично не мав нічого з ним загального. Ту-22М володіє великим бомбовим навантаженням 24000 кг, порівнянним лише з бомбовим навантаженням B-52.

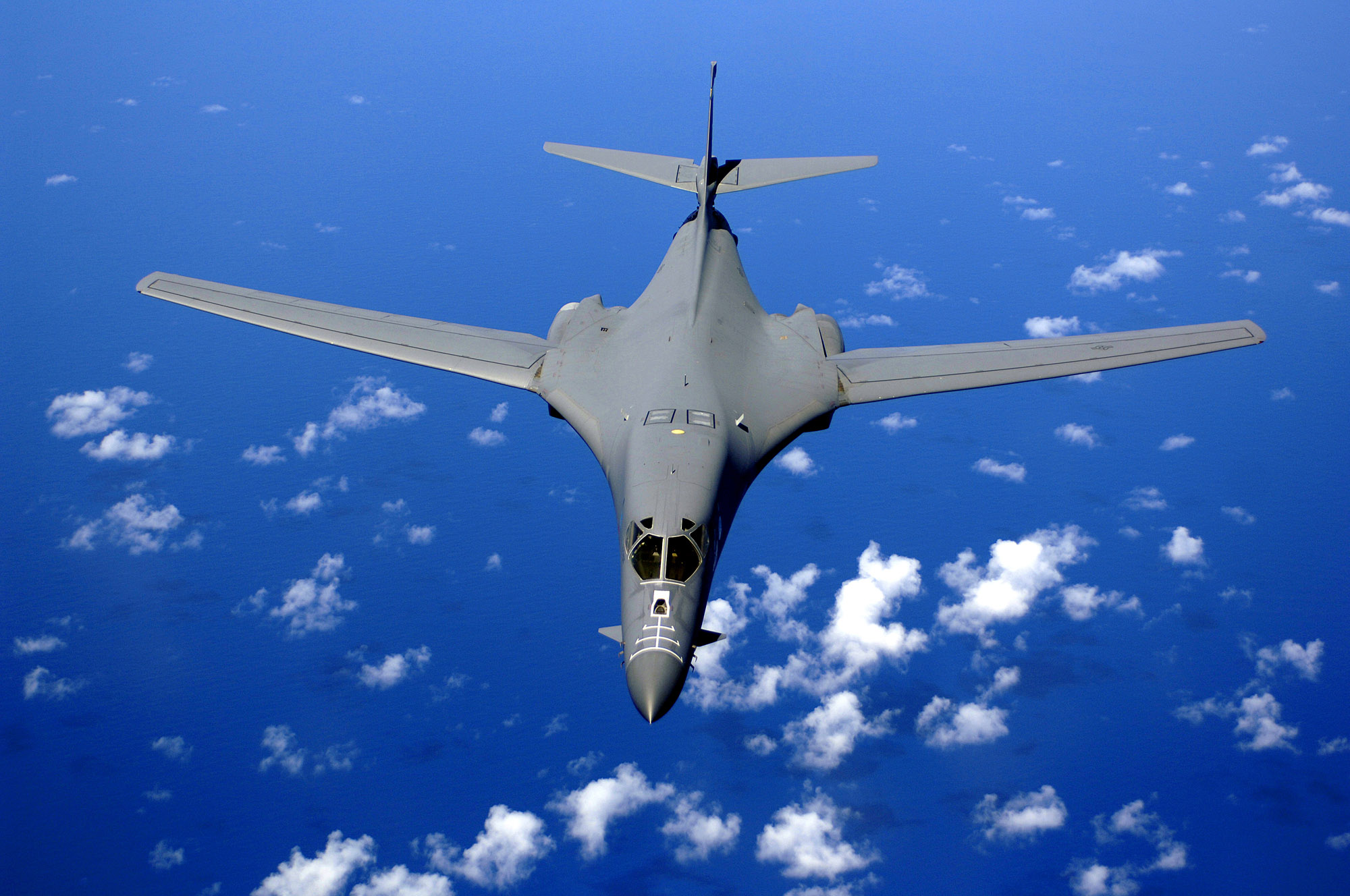
B-1B над Тихим океаном

Американське керівництво ініціювало розробку нового багаторежимного бомбардувальника для заміни B-52 лише в 1969 році. Бомбардувальник B-1A зробив перший політ 23 грудня 1974 р. в Палмдейлі (США). Літак був низькопланом з крилом змінної геометрії і плавним зчленуванням крила і фюзеляжу. Але в 1977 році після циклу льотних випробувань програма була зупинена: успіхи в створенні крилатих ракет, а також успішні дослідницькі роботи в області малопомітності (технології Стелс), в черговий раз поставили під сумнів необхідність маловисотних літаків прориву ППО. Розробка багаторежимного бомбардувальника була відновлена лише 1981 року, але вже як проміжний літак, до вступу на озброєння малопомітного стратегічного бомбардувальника. Перший політ оновлений B-1B зробив 18 жовтня 1984 року, а серійні машини поступили на озброєння лише в 1986; таким чином B-1 став самим «дослідженим» літаком, встановивши своєрідний рекорд: з моменту початку проєктування в 1970 і до вступу на озброєння пройшло 16 років.

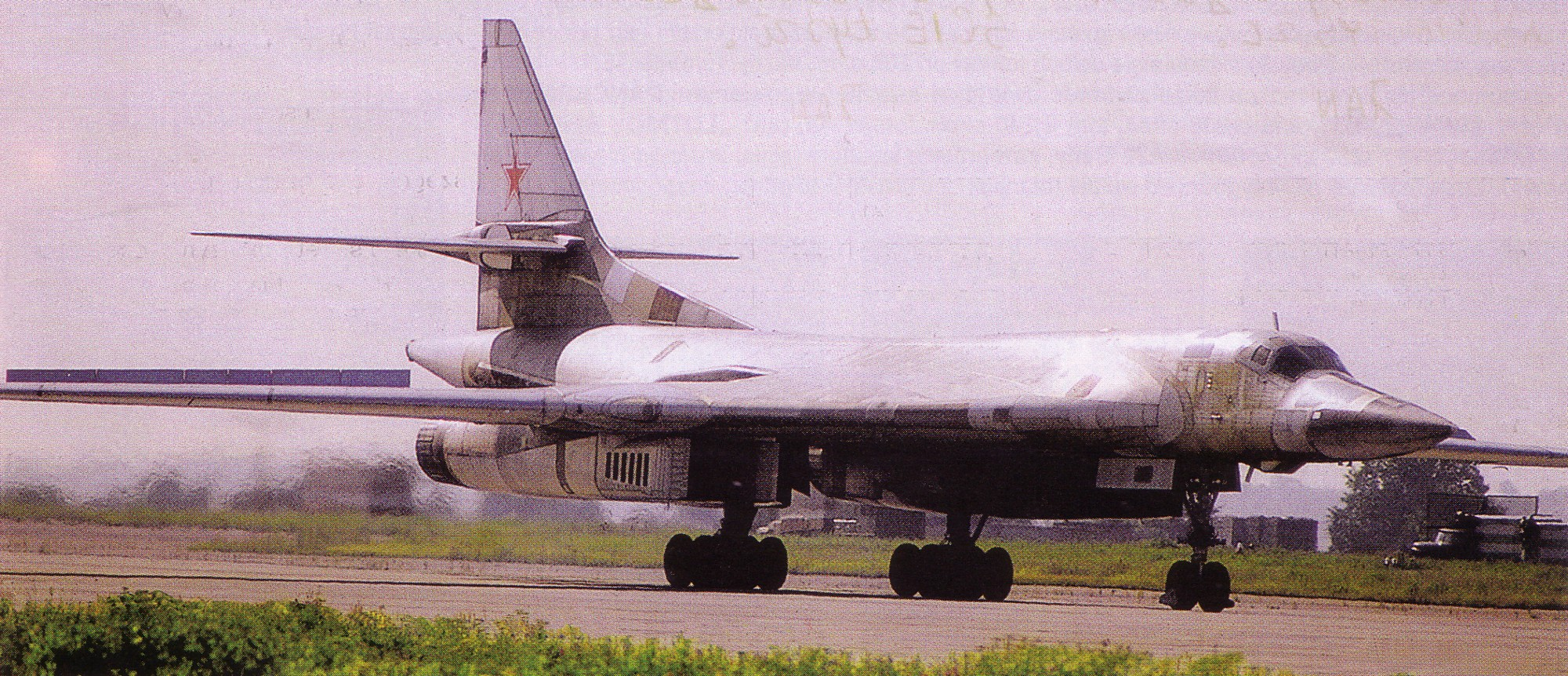
Ту-160

У 1970 році радянське керівництво у відповідь на розробку бомбардувальника B-1 оголосило про початок робіт над новим стратегічним бомбардувальником. З представлених на конкурс проєктів найбільший інтерес представляв Т-4мс ДКБ Сухого. Конструктор пропонував зробити його за схемою «літаюче крило», з поворотними консолями крила і відносно невеликим вертикальним оперенням. Завдяки такій схемі літак повинен був мати швидкість в три рази вище за швидкість звуку, великий внутрішній об'єм для палива і озброєнь і маленьку ЕПР (ефективну площу розсіювання). Але через перевантаженість ДКБ Сухого замовленнями всі напрацювання за проєктом постановили передати ОКБ Туполева. Туполев не став використовувати передані матеріали, а значно переробив свій проєкт відповідно до рекомендацій ЦАГІ. Новий стратегічний бомбардувальник Ту-160 зробив перший політ 18 грудня 1981. Він багато в чому схожий на американський літак B-1B, що говорить про однакові підходи до проєктування літаків за схожими завданнями. За первинними планами Ту-160 повинен був стати масовою машиною — планувалося побудувати більше 100 одиниць.

### Малопомітні бомбардувальники

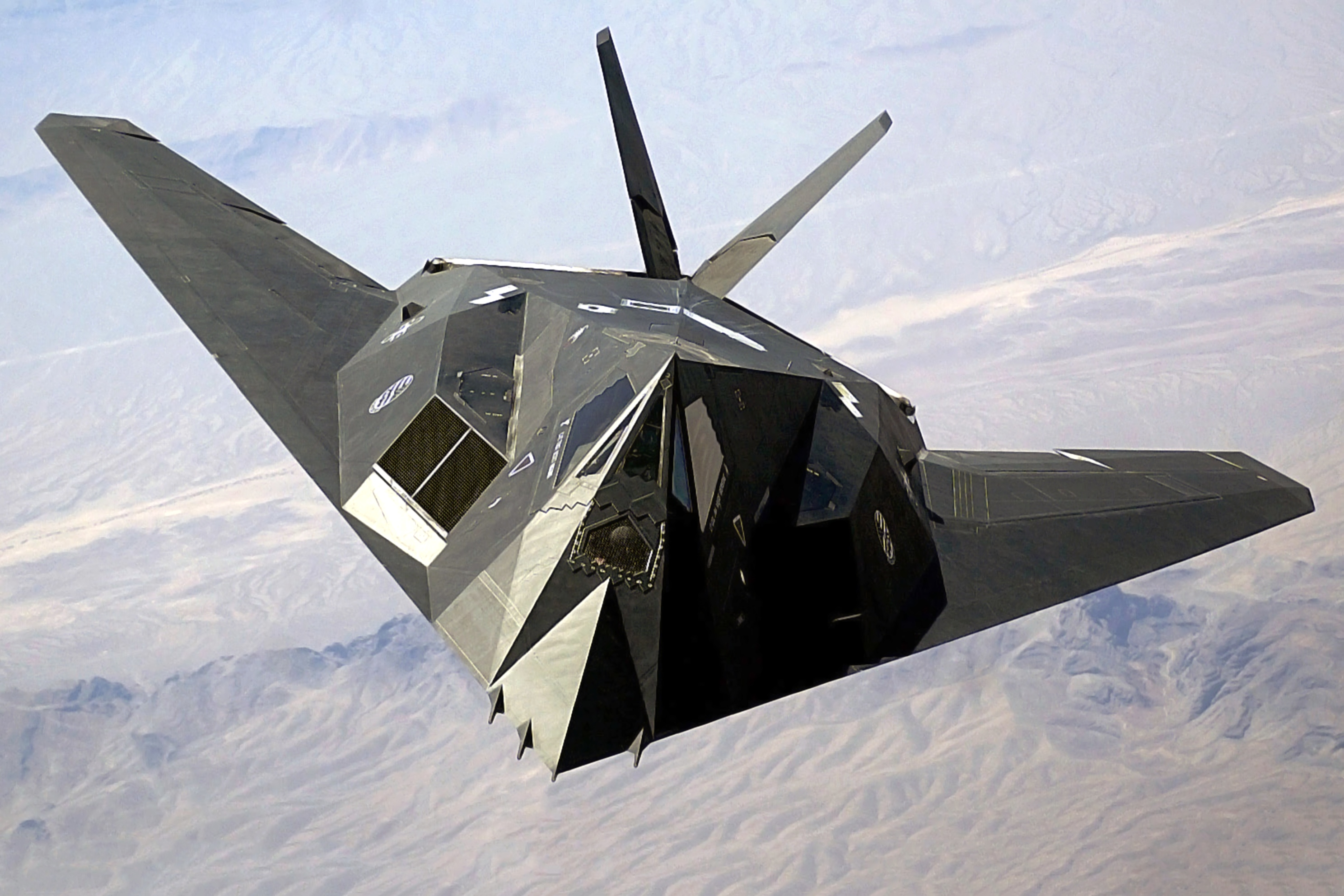
F-117 над пустелею Невада

Вдосконалення радянських систем ППО змусило керівництво США шукати нові способи підвищення виживаності літаків в бою. Найперспективнішим здавався метод пов'язаний із зниженням їх помітності. Першим малопомітним бомбардувальником став перший політ 18 червня 1981, що зробив літак F-117. При його розробці основною вимогою було зниження всіх демаскуючих чинників літака: віддзеркалення радіолокації, випромінювання інфрачервоних і звукових хвиль, візуальної помітності. Для зниження помітності радіолокації літак отримав рубані форми, які погано позначилися на аеродинаміці F-117.

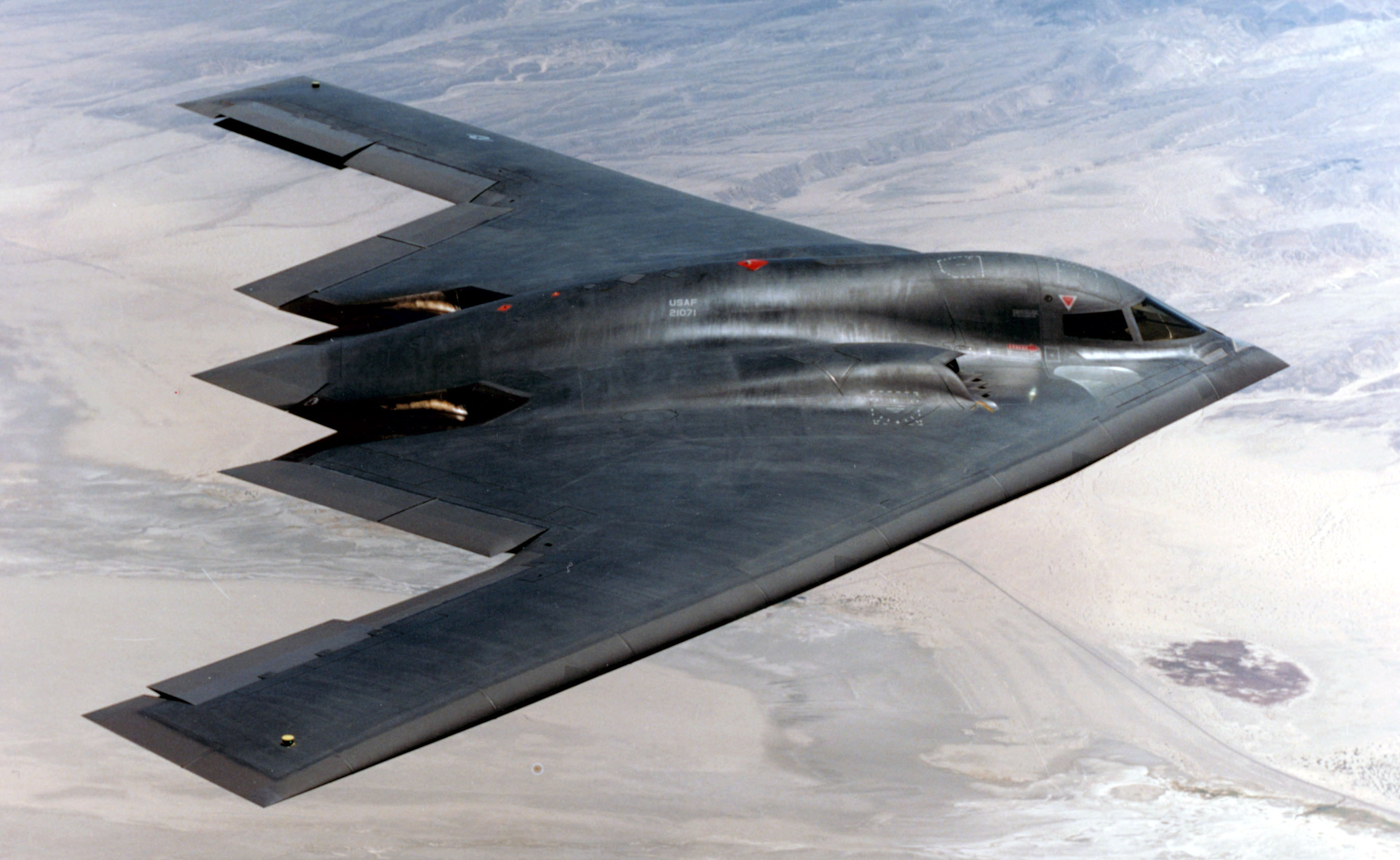
B-2 у польоті

17 липня 1989 року перший політ зробив стратегічний малопомітний бомбардувальник B-2, створений за програмою «Advanced Technology Bomber» (ATB) . Літак побудований за аеродинамічною схемою «літаюче крило», яка дозволяє досягти майже ідеального рівномірного розсіювання хвиль радіолокації. Згідно з первинними планами B-2 повинен був здійснювати прорив систем ППО на великих і середніх висотах, проте вступ на озброєння СРСР нових ЗРК С-300, змусило змінити вимоги. Розробникам довелося змінити конструкцію літака для досягнення тривалого польоту на малій висоті, що привело до дорожчання програми. В результаті вартість одного літака стала складати більше 2 млрд доларів. САК США планувало купити B-2 в кількості 133 одиниць, зробивши його основним ударним літаком.

## Сучасність

### Стратегічна авіація
Після закінчення Холодної війни більшість дорогих програм зі створення стратегічних бомбардувальників були згорнуті.
Всього до розпаду Радянського Союзу було побудовано 35 літаків Ту-160, велика частина яких базувалася на території України в Прилуках. На початку 1992 року серійне виробництво бомбардувальників було зупинене, проте вже з середини 1992 року було відновлене дрібносерійне виробництво літаків Ту-160 для ВПС Росії. За станом на кінець 2007 років в Росії було 16 машин даного типу, 8 з них були передані Україною Росії в рахунок боргів за постачання енергоносіїв. Всі літаки, що залишилися в Україні були згодом знищені (один переданий в музей авіації). На озброєнні стратегічної авіації Росії також знаходяться 64 стратегічних бомбардувальників Ту-95МС і 158 далеких бомбардувальників Ту-22М.
В кінці 2007 року ВПС Росії сформулювали вимоги до нового бомбардувальника далекої авіації (проєкт ПАК ТАК). Літак створюватиметься на базі Ту-160 з використанням технології «стелс». Перший політ нового літака запланований на 2015 рік.
У 1990 році Міністерство оборони США розробило нову програму створення новітніх зразків військової техніки, яка передбачала будівництво обмеженого числа екземплярів техніки (наприклад, для формування однієї ескадрильї). В результаті виробництво B-2 після споруди 21 літака було припинене. На березень 2008 року в ПС США знаходилися: 20 малопомітних бомбардувальників B-2A, 67 надзвукових бомбардувальників B-1B і 90 дозвукових B-52H.
25 січня 2008 р. компанії Boeing і Lockheed Martin оголосили про початок досліджень у рамках проєкту нового стратегічного бомбардувальника B-3 для заміни B-52. Літак повинен буде побудований за технологією «стелс» і мати надзвукову швидкість польоту. Офіційні вимоги ВПС США до нового літака мають бути сформовані в 2009 р. Новий стратегічний бомбардувальник повинен поступити на озброєння[куди?]
Стратегічною авіацією володіють також Китай, на озброєнні якого знаходяться 120 далеких бомбардувальників H-6 (Ту-16), і Франція, в якій стратегічні завдання вирішують 64 винищувач-бомбардувальники Міраж 2000N.

### «Дрони-бомбардувальники»
Під час російського вторгнення в Україну (з 2022) набули поширення мультикоптери, призначені для скидання боєприпасів. Їх називають бомберами або бомбардувальниками.

## Класифікація бомбардувальників
- Стратегічний бомбардувальник — бомбардувальник, основне призначення якого — ураження стратегічних цілей на території противника, наприклад, складів, мостів, заводів, портів і так далі. В глобальній ядерній війні, можуть застосовуватись для завдання ударів зброєю масового ураження по великих населених пунктах противника. В наш час[коли?] стратегічні бомбардувальники озброєні ядерними бомбами, коректованими авіабомбами і крилатими ракетами далекої дії, у тому числі оснащеними ядерними боєголовками. Вони мають великий радіус дії та здатні уражати цілі практично в будь-якій точці світу(див. Ту-160). В наш час[коли?] літаки даного типа мають в своєму розпорядженні лише Китай (H-6 — копія радянського Ту-16), Росія (Ту-160, Ту-95) Ту-22M3 і США (B-52, B-1B, B-2).
- Тактичний (фронтовий) бомбардувальник — бомбардувальник, що володіє меншим радіусом дії, призначений для завдання ударів в оперативному тилу противника. В наш час[коли?] будь-який бойовий літак, здатний застосовувати бомбове і ракетне озброєння, і не спроєктований спочатку як стратегічний бомбардувальник, можна віднести до цієї категорії. Спеціалізованими тактичними (фронтовими) бомбардувальниками є радянський Су-24 і російський Су-34.
- Штурмовик (літак безпосередньої підтримки) — літак, спеціально спроєктований для безпосередньої підтримки військ на полі бою. Основними цілями штурмовика є танки, колони постачання, скупчення військ. Як правило, штурмовики мають бронювання, що дозволяє їм довше знаходиться в зоні ураження зенітної артилерії. Наприклад Іл-2, Су-25, A-10.
- Пікіруючий бомбардувальник (істор.) — бомбардувальник, здатний завдавати ударів вільнопадаючими бомбами з крутого пікірування. У епоху відсутності коректованих авіабомб і керованих ракет така тактика бомбометання дозволяла уражати малорозмірні цілі (танки, кораблі, мости) з високою точністю. Наприклад Ju 87, Пе-2.
- Винищувач-бомбардувальник — бойовий літак, здатний після удару по наземній цілі вести повітряний бій. До винищувачів-бомбардувальників відносяться: P-47, Су-7, F-105. В наш час[коли?] практично витиснений багатоцільовими винищувачами, які в змозі однаково успішно вести повітряний бій і уражати всілякі наземні цілі. На озброєнні багатоцільових винищувачів знаходяться ракети «повітря-повітря» і «повітря-земля», протирадіолокаційні ракети, коректовані і вільнопадаючі бомби, некеровані ракети. Деякі багатоцільові винищувачі є носіями ядерної зброї (Mirage 2000N). Багатоцільовими винищувачами можна назвати: Су-30, F-15E, F/A-18.

## Особливості конструкції
До особливостей конструкції бомбардувальника відносяться: наявність у фюзеляжі великих відсіків, в яких розміщується озброєння; великий об'єм баків для розміщення палива, маса якого може доходити до 40-60 % злітної маси літака; значні за розмірами герметичні кабіни екіпажу, що складається з 4-10 осіб (пілотів, штурмана, операторів, стрільців, бортінженера). Для виготовлення бомбардувальника можуть застосовуватися радіопоглинаючі матеріали для зниження помітності радіолокації. Для збільшення радіуса дії і маси корисного вантажу бомбардувальники можуть бути оснащені системою дозаправки в повітрі. Як правило мають багатомоторні силові установки. Для планера сучасного бомбардувальника як правило характерна висока аеродинамічна якість, необхідна для досягнення великої дальності і швидкості польоту[джерело?].